# Spodoptera obliqua
Spodoptera obliqua är en fjärilsart som beskrevs av Walker 1865. Spodoptera obliqua ingår i släktet Spodoptera och familjen nattflyn. Inga underarter finns listade i Catalogue of Life.